# Martin Erhard (Gewerkschafter)
Martin Erhard (* 1. März 1918 in Peiting; † 12. Januar 2017 in Holzkirchen) war ein deutscher Gewerkschafter und Politiker (SPD).

## Leben
Erhard besuchte die Volks- und Berufsschule, machte die Lehre zum Bauschlosser, war Soldat im Zweiten Weltkrieg, wurde dabei fünfmal verwundet und saß in sowjetischer Kriegsgefangenschaft. Nach seiner Entlassung kehrte er in die Heimat zurück, arbeitete in der Industrie und studierte an der Akademie der Arbeit in Frankfurt am Main. Anfang 1953 wurde er hauptberuflicher Kreisvorsitzender des DGB für die Landkreise Miesbach, Bad Tölz und Wolfratshausen (später Bad Tölz-Wolfratshausen).
Erhard trat der SPD 1949 bei. Dort war er Vorsitzender des Ortsvereins Holzkirchen und des Kreisverbands Miesbach, gehörte dem Orts-, Kreis- und Unterbezirksvorstand an. Er war Mitglied des Gemeinderats von Holzkirchen, des Miesbacher Kreistags und Kreisausschusses und von 1962 bis 1970 des Bezirkstags und Bezirksausschusses von Oberbayern. 1970 wechselte er in den Landtag, dem er bis 1982 angehörte. 1979 war er Mitglied der Bundesversammlung.

## Auszeichnungen
- Bundesverdienstkreuz am Bande (1979)
- Bayerischer Verdienstorden (1980)
- Ehrenkreisvorsitzender des SPD-Ortsverbands Holzkirchen (2008)